# Fej Chung
Fej Chung (čínsky pchin-jinem Fèi Hóng, znaky zjednodušené 费宏, tradiční 費宏, 1468–1535) byl čínský politik v říši Ming. Za vlády císařů Čeng-teho a Ťia-ťinga v první třetině 16. století zaujímal vysoké funkce v ústředních úřadech, včetně funkce velkého sekretáře, přičemž mezi roky 1524 a 1526 stál v čele velkého sekretariátu.

## Jména
Fej Chung používal zdvořilostní jméno C’-čchung (čínsky pchin-jinem Zǐchōng, znaky 子充) a literární pseudonymy Ťien-čaj (čínsky pchin-jinem Jiànzhāi, znaky zjednodušené 健斋, tradiční 健齋) a E-chu (čínsky pchin-jinem Éhú, znaky zjednodušené 鹅湖, tradiční 鵝湖).

## Život
Fej Chung se narodil roku 1468 v Jen-šanu na severovýchodě jihočínské provincie Ťiang-si. Vzdělával se v konfuciánském učení, absolvoval úřednické zkoušky a roku 1487 v Pekingu složil i jejich nejvyšší stupeň, palácové zkoušky. Dosáhl přitom velkého úspěchu – složil je v nízkém věku 19 let a navíc jako první v pořadí. Poté nastoupil úřednickou kariéru jako kompilátor v akademii Chan-lin.
Roku 1511 dosáhl pozice velkého sekretáře, nicméně po třech letech byl odvolán a odešel do výslužby ve svém rodišti. Znovu se do sekretariátu vrátil po nástupu nového císaře Ťia-ťinga roku 1521. Po sérii rezignací v souvislosti se sporem o obřady roku 1524 postoupil do čela sekretariátu. Potýkal se však s nepřátelstvím Čang Fu-ťinga a Kueje E, kteří k omezení Fej Chungova vlivu zorganizovali roku 1526 návrat Jang I-čchinga do sekretariátu. Jang I-čching jako starší převzal vedení sekretariátu, přidal se k Fej Chungovým kritikům a v březnu 1527 s nimi dosáhl Fej Chungova odvolání. Roku 1535 ho císař povolal zpět, Fej Chung však zakrátko zemřel.